# مركز المصطفى الإسلامي الثقافي بأيرلندا
مركز المصطفى الثقافي الإسلامي إيرلندا بدأ أنشطته كمسجد كلوني في قرية كلوني، تم تأسيس المركز في يناير 2004 من قِبل عمر القادري ويعتبر المركز الإسلامي الرئيسي في دبلن-أيرلندا.
تمت إعادة تسمية مسجد كلوني إلى مركز المصطفى الإسلامي الثقافي في أيرلندا في عام 2008 وافتتحه وزير العدل آنذاك براين لينيهان في يناير 2008. تم تمثيل الإمام الشيخ عمر القادري في المجلس الأيرلندي للأئمة. يضم مركز المصطفى نحو 500 عضو.

## الأهداف والغايات
أهداف وأغراض مركز المصطفى الثقافي الإسلامي حسب موقعه الإلكتروني هي:
1. تزويد المجتمع الإسلامي في أيرلندا ببرنامج ديني وروحي لتحسين دينهم وروحانيتهم.
2. تعزيز السلام والوئام والتكامل والتسامح.
3. تعزيز العلاقات الودية بين المسلمين وغير المسلمين.
4. توفير تعليم تقليدي أصيل وعالي الجودة للأطفال والشباب.
5. تقديم خدمات أخرى متنوعة للمجتمع الإسلامي: مركز معلومات عن الإسلام، فتاوى (أحكام إسلامية)، خدمات نقاوة الحج والعمرة، دورات الشريعة الإسلامية، حوار بين الأديان وشهادات الحلال لمنتجات اللحوم واللحوم.